# M.O.D.O.K. (serial animowany)
M.O.D.O.K. (oryg. Marvel’s M.O.D.O.K.) – amerykański superbohaterski serial animowany dla dorosłych na podstawie komiksowej postaci o tym samym pseudonimie wydawnictwa Marvel Comics. Twórcami serialu są Jordan Blum i Patton Oswalt. Głównym postaciom głosów użyczyli: Oswald, Melissa Fumero, Aimee Garcia, Wendi McLendon-Covey, Ben Schwartz, Beck Bennett, Jon Daly i Sam Richardson.
Po wielu latach nieudanych prób zdobycia kontroli nad światem i walki z superbohaterami, M.O.D.O.K., zostaje odsunięty ze swojej firmy A.I.M. i musi zmierzyć się z kryzysem wieku średniego.
M.O.D.O.K. zadebiutował 21 maja 2021 roku w serwisie Hulu. W Polsce pojawił się 14 czerwca 2022 roku na Disney+.

## Obsada
- Patton Oswalt jako George Tarleton / M.O.D.O.K., był szefem A.I.M. i ma obsesję na punkcie kontroli i podboju świata. Zmaga się z kryzysem wieku średniego i mieszka ze swoją rodziną na przedmieściach w New Jersey. Ma gigantyczną, robotyczną głowę[2].
- Aimee Garcia jako Jodie Tarleton, żona M.O.D.O.K.-a, która kwestionuje jego rolę superzłoczyńcy[2].
- Ben Schwartz jako Lou Tarleton, 12-letni syn M.O.D.O.K.-a, który został stworzony w laboratorium[2].
- Melissa Fumero jako Melissa Tarleton, 17-letnia córka M.O.D.O.K.-a, która fizycznie przypomina ojca[2].
- Wendi McLendon-Covey jako Monica Rappaccini, naukowiec w A.I.M., współpracowniczka i rywalka M.O.D.O.K.’a[2].
- Beck Bennett jako Austin Van Der Sleet, nowy szef M.O.D.O.K.-a, właściciel dużej firmy technologicznej, GRUMBL, która przejmuje kontrolę nad A.I.M.[2]
- Jon Daly jako Super-Adaptoid, robot, sługa M.O.D.O.K.-a, który pragnie zostać artystą[2].
- Sam Richardson jako Gary, lojalny najemnik M.O.D.O.K.-a[2].

## Emisja
M.O.D.O.K. zadebiutował 21 maja 2021 roku w serwisie Hulu. Składa się on z 10 odcinków, które zostały udostępnione równocześnie.  W Polsce pojawił się 14 czerwca 2022 roku na Disney+.

## Lista odcinków
| Nr | Tytuł                                   | Tytuł polski                                           | Reżyseria                | Scenariusz                     | Premiera (Hulu) | Premiera w Polsce (Disney+) |
| -- | --------------------------------------- | ------------------------------------------------------ | ------------------------ | ------------------------------ | --------------- | --------------------------- |
| 1  | If This Be... M.O.D.O.K.!               | Czyż to nie... M.O.D.O.K.?!                            | Eric Towner, Alex Kramer | Jordan Blum, Patton Oswalt     | 21 maja 2021    | 14 czerwca 2022             |
| 2  | The M.O.D.O.K. That Time Forgot         | M.O.D.O.K.: od czasu do czasu!                         | Eric Towner, Alex Kramer | Geoff Barbanell, Itai Grunfeld | 21 maja 2021    | 14 czerwca 2022             |
| 3  | Beware from What Portal Comes!          | Strzeż się z portalu przybyszów!                       | Eric Towner, Alex Kramer | Brett Cawley, Robert Maitia    | 21 maja 2021    | 14 czerwca 2022             |
| 4  | If Saturday Be... For the Boys!         | A sobota jest... dla chłopaków!                        | Eric Towner, Alex Kramer | Patton Oswalt                  | 21 maja 2021    | 14 czerwca 2022             |
| 5  | If Bureaucracy Be Thy Death!            | A biurokracja będzie... twą zgubą!                     | Eric Towner, Alex Kramer | Cullen Crawford                | 21 maja 2021    | 14 czerwca 2022             |
| 6  | Tales from the Great Bar-Mitzvah War!   | Opowieść z Wielkiej Wojny Barmicwowej!                 | Eric Towner, Alex Kramer | Lauren Sodja Otero             | 21 maja 2021    | 14 czerwca 2022             |
| 7  | This Man... This Makeover!              | Jego wielka przemiana!                                 | Eric Towner, Alex Kramer | Yolanda Carney                 | 21 maja 2021    | 14 czerwca 2022             |
| 8  | O, Were Blood Thicker Than Robot Juice! | Rodzina spaja mocniej niźli mechanizm najtrwalszy!     | Eric Towner, Alex Kramer | Brett Cawley, Robert Maitia    | 21 maja 2021    | 14 czerwca 2022             |
| 9  | What Menace Doth the Mailman Deliver!   | Jakież to niebezpieczeństwo w listonosza torbie czyha! | Eric Towner, Alex Kramer | Geoff Barbanell, Itai Grunfeld | 21 maja 2021    | 14 czerwca 2022             |
| 10 | Days of Future M.O.D.O.K.s              | Przyszłość według M.O.D.O.K.–ów!                       | Eric Towner, Alex Kramer | Jordan Blum                    | 21 maja 2021    | 14 czerwca 2022             |

## Produkcja
W lutym 2019 roku poinformowano, że Marvel Television i Marvel Animation wyprodukują serial animowany dla dorosłych M.O.D.O.K. dla serwisu Hulu. Wśród zapowiedzi znalazły się trzy inne produkcje Hit-Monkey, Tigra and Dazzler i Howard the Duck, które miały zakończyć się crossoverem zatytułowanym The Offenders. Twórcami serialu zostali Jordan Blum i Patton Oswalt, którzy również zajęli się scenariuszem. Ujawniono wtedy również, że Oswalt użyczy głosu M.O.D.O.K.-owi. W grudniu Marvel Television zostało włączone do Marvel Studios, a w styczniu 2020 roku podjęto decyzję o anulowaniu części z zapowiedzianych produkcji oraz o pozostawieniu tylko seriali M.O.D.O.K. i Hit-Monkey. Również w tym samym miesiącu ujawniono, że dubbing do kilku odcinków został już nagrany, a do obsady dołączyli: Melissa Fumero, Aimee Garcia, Wendi McLendon-Covey, Ben Schwartz, Beck Bennett, Jon Daly i Sam Richardson.
Serial wyprodukowany został metodą animacji poklatkowej. Prace nad nią i nagraniami dubbingu pod roboczym tytułem Bighead zakończyły się październiku. Stoopid Buddy Stoodios uczestniczyło w produkcji serialu odpowiadając za jego stronę wizualną. W tym samym miesiącu poinformowano, że Daniel Rojas skomponuje muzykę do serialu. Producentami wykonawczymi serialu zostali Blum, Oswalt, Brett Crawley, Robert Maitia, Grant Gish, Joe Quesada, Karim Zreik i Jeph Loeb.